# Маковецкий, Фёдор Ефремович
Маковецкий Федор Ефремович (25.02.1899 — 07.05.1974) — советский офицер, участник Великой Отечественной войны, командир 231-го гвардейского стрелкового полка 75-й гвардейской стрелковой дивизии 30-го стрелкового корпуса 60-й армии Центрального фронта, гвардии подполковник, Герой Советского Союза (1943).

## Биография
Родился 25 февраля 1899 года в деревне Богдановка ныне Толочинского района Витебской области, Беларусь. Окончил 8 классов Кохановской школы.
В Красной Армии с 1919 года, воевал на Южном фронте, в 1920 году — на Западном. В 1923 году участвовал в борьбе против басмачей. Награждён почётным оружием. В 1925 году окончил курсы военных командиров, в 1926 году — объединённую военную школу им. Ленина в Ташкенте, а в 1935 — курсы «Выстрел». С 1927 по 1937 год служил в пограничных войсках НКВД (в 37-м Батумском погранотряде). После окончания Высшей пограничной школы преподавал тактику и топографию в Саратовском военном училище НКВД СССР (в 1938—1941 годах). Был награждён юбилейной медалью «XX лет РККА».

### В годы Великой Отечественной войны
Участие в боевых действиях майор Маковецкий начал в составе пограничных войск. Затем в должности командира батальона 289-го стрелкового полка 13-й мотострелковой дивизии внутренних войск НКВД участвовал в Харьковской операции, держал оборону в районе города Изюм и реки Северский Донец. После тяжёлых боёв в районе города Купянск, отхода за реку Дон, оборонительных боёв по реке Хопёр ввиду больших потерь дивизия была выведена в Тесницкие лагеря (25 км севернее города Тула) для переформирования. Дивизия вошла в состав Красной Армии, получила наименование 95-й стрелковой дивизии (2-го формирования) и была направлена на оборону города Сталинграда в составе 62-й армии.
При обороне Сталинграда майор Маковецкий Ф. Е. командовал вначале учебным батальоном, затем был назначен ВРИО командира 161-го стрелкового полка. Оборонял Мамаев курган, вёл бои в районе заводов «Баррикады» и «Красный Октябрь». Командир дивизии полковник Горишний В. А. дал ему такую характеристику:

Отлично дисциплинирован, энергичен, грамотный командир.
В боях за город Сталинград с 18.9.1942 года показал личную выдержку спокойствия и мужество. Быстро освоил особенности полка и обстановку, в которой он находился, и повседневной, личной напряжённой работой обеспечил успешные действия.

В одном из наступательных боёв, когда на участке полка сложилась угрожающая обстановка, находясь в подразделениях, исправил недочёты и личным спокойствием и уверенностью восстановил положение и обеспечил выполнение задачи. Личный состав полка, решая ряд сложных задач, в ходе боев показал стойкость и высокую боевую выучку, уничтожил сотни солдат и офицеров противника, более десяти танков и ряд другой техники.
За оборону Сталинграда 95-я стрелковая дивизия была преобразована в 75-ю гвардейскую дивизию, а Маковецкий Ф. Е. был награждён орденом Красной Звезды. В этих боях он был ранен и контужен, но полк не покинул.
С 6 июля 1943 года в районе Поныри — Ольховатка, командуя 231-м гвардейским стрелковым полком, подполковник Маковецкий Ф. Е. участвует в боях по отражению немецкого наступления на Курской дуге, а затем в разгроме и преследовании противника.

В период боёв с наступающим противником на Орлово-Курском направлении проявил образцы мужества, храбрости и стойкости.
6 июля, войдя в соприкосновение с противником и выполняя задачу командования, тов. Маковецкий повел полк в наступление и, ломая сопротивление превосходящих сил противника, заставил отступить последнего, углубившись в его порядки до 4 километров.
6.07 к вечеру полк был контратакован с фланга 2 полками противника при поддержке до 100 танков. Контратака была отбита, и противник понёс большие потери в живой силе и технике.
В период с 7 по 10 июля перейдя к жесткой обороне полк твердо удерживает обороняемый участок.
7 июля находясь на переднем крае обороны полка и воодушевляя бойцов на бой с врагом, лично взял в плен немецкого ефрейтора. За пять дней боёв полком уничтожено до 7 батальонов противника, подбит и сожжён 81 танк, отбиты 9 атак и 4 контратаки.
Маковецкий был ранен, но не покинул поле боя, награждён орденом Красного Знамени.
Осенью 1943 года 231-й гвардейский стрелковый полк, действуя на Киевском направлении в составе 75-й гвардейской стрелковой дивизии 30-го стрелкового корпуса 60-й армии,

успешно преследуя противника, уничтожая его арьергардные части, овладел населённым пунктом Евминки, расположенным у побережья реки Десна. Подполковник Маковецкий обходным движением с фланга вышел на восточный берег реки Десна. Невзирая на бомбардировку с воздуха, используя подручные средства для переправы форсировал 21.9.1943 года реку Десна и, выйдя на западный её берег, закрепился, чем обеспечил переправу всех частей дивизии.
24.9.1943 года на подручных средствах, под прикрытием 212 и 241 гвардейских СП, форсировал реку Днепр.
При проведении данных операций подполковник Маковецкий проявил инициативу, мужество и умение преодолевать водные рубежи.
Указом Президиума Верховного Совета СССР от 17 октября 1943 года за успешное форсировании реки Днепр севернее Киева, прочное закрепление плацдарма на западном берегу реки Днепр и проявленные при этом мужество и геройство гвардии подполковнику Маковецкому Федору Ефремовичу присвоено звание Героя Советского Союза с вручением ордена Ленина и медали «Золотая Звезда» .
В 1944 году подполковник Маковецкий Ф. Е. командует 825-м стрелковым Тарнопольским Краснознамённым полком 302-й стрелковой Тарнопольской Краснознамённой ордена Кутузова дивизии.
В боях за освобождение Польши в августе 1944 года

прорывает укрепленную оборону противника в районе села Воля Мелецка и в последующих наступательных боях с 19 по 23 августа 1944 года в направлении М. Дембица выходит 23.8.1944 года северо-западнее Дембица.
В момент прорыва обороны, несмотря на превосходящие силы противника, оборона была прорвана с нанесением больших потерь противнику, неся при этом свои потери значительно меньше.
При последующих наступательных боях, отбивая по несколько раз в день танковые контратаки противника, каждый раз нанося противнику большие потери и одновременно продвигаясь вперед, 23.8.1944 года полк занял с. Страшенцын северо-западнее Дембица, причём задача была выполнена ранее срока, тем самым дав возможность соседним частям со значительно меньшими потерями занять М. Дембица.
Эти успехи достигнуты благодаря умелому действию, правильной организации боя, смелости и отваги тов. Маковецкого, который почти всё время находился в боевых порядках своих подразделений.
За умелое и отличное выполнение боевых задач и проявленные при этом мужество и отвагу подполковник Маковецкий награждён орденом Красного Знамени.
Весной 1945 года, освобождая Чехословакию, 825-й стрелковый полк под командой подполковника Маковецкого «прорывал глубоко эшелонированную оборону противника на подступах к гор. Опава (Троппау). Действуя на основном направлении, прорвав оборону противника в районе населённого пункта Реснитц и продвигаясь вперёд, ведя тяжёлые бои с упорно сопротивляющимся и превосходящим по силе противником, 825-й СП овладел крупным населённым пунктом Олдржихов и населённым пунктом Пуста-Якортицы на ближних подступах к г. Опава, отбивая по несколько раз в сутки сильные контратаки пехоты и танков противника». Подполковник Маковецкий был награждён орденом Красного Знамени.
В этом бою Маковецкий Ф. Е. был тяжело ранен, ему ампутировали ногу, на лечение в госпиталях потребовалось два года.

### В послевоенные годы
С 1947 года гвардии подполковник Маковецкий Ф. Е. в запасе. Жил и работал в пгт Коханово Толочинского района Витебской области Белоруссии.
Умер 7 мая 1974 года.

## Награды
- Медаль «Золотая Звезда» № 1889 Героя Советского Союза (17 октября 1943);
- орден Ленина;
- четыре ордена Красного Знамени;
- орден Красной Звезды;
- медали.

## Память
- В учебном центре Сухопутных войск Вооружённых сил Украины «Десна» установлен бюст Героя.
- В Саратовском военном ордена Жукова Краснознаменном институте войск национальной гвардии РФ 19 мая 2020 года открыта аудитория, которая носит имя Маковецкого Ф.Е.